# Marmora and Lake
Marmora and Lake es un municipio canadiense situado en la provincia de Ontario.

## Superficie
Marmora and Lake tiene una superficie de 538,24 km².

## Demografía
En 2021, tenía 4267 habitantes, una densidad poblacional de 7,9 hab./km², y 2578 viviendas.